# Даррен Кросс
Даррен Агонист Кросс (англ. Darren Agonistes Cross)— персонаж, суперзлодей, появляющийся в комиксах издательства Marvel Comics. Он является первым врагом Скотта Лэнга, отцом Августина Кросса и двоюродным братом Перекрёстного огня.
Персонаж изображен Кори Столлом в фильме «Человек-муравей» как интерация «Желтого шершня» в «Кинематографической вселенной Marvel».

## История публикации
Даррен Кросс впервые появляется в Marvel Premiere #47 и был создан Джоном Бирном и Дэвидом Мишелином.
В 2016 году его персонаж впервые появился в качестве Жёлтого шершня в The Astonishing Ant-Man #12, написанного Ником Спенсером и нарисованный Брентом Шуновером.

## Биография
Даррен Кросс — миллионер и основатель успешной корпорации Darren Cross Haulage, которая соперничает с неопознанными топ-конкурентами. Кросс был диагностирован с сердечным заболеванием из-за переутомления и ему пришлось использовать экспериментальный нуклеарный кардиостимулятор, чтобы спасти свою жизнь. Кардиостимулятор был успешным, но улучшал систему кровообращения Кросса, мутировал его тело и дал ему сверхчеловеческие способности. С побочным эффектом, из-за которого чрезмерное использование вызывает выгорание сердца, Кросс прошел через различные пересадки сердца, что привело его к захвату хирурга доктора Эрики Сондхайм, чтобы заменить его сердце и похитить «доноров» из трущоб. Это привлекло внимание второго Человека-муравья, ищущего Сондхейма, чтобы спасти жизнь своей дочери. В результате битва с Человеком-муравьём сожгло сердце Кросса, так как Сондхейм восстановил его старое, измученное сердце до того, как Человек-муравей прервал операцию.
Однако было обнаружено, что тело Кросса хранилось в криогенном состоянии, так как его сын Августин Кросс, взял на себя роль главы семейной компании после смерти отца, позже стал одержим возвращением Даррена к жизни и в конечном итоге заставил доктора Сондхайм, чтобы помочь. Заручившись поддержкой Перекрёстного огня, Августин организовал захват Кэсси Лэнг, так как сердце девочки должно противостоять уникальным условиям, когда пересаживают в Даррена. Проникнув в компанию Кросса, чтобы спасти Кэсси, Человек-муравей наткнулся на его восстановленного заклятого врага. Даррен участвовал в борьбе с Человеком-муравьём, в то время как Человек-муравей выигрывает время для Сондхейма, чтобы пересадить еще одно сердце Кэсси. Кросс в конечном счете вынужден бежать со своим сыном, когда частицы Пима теперь в его теле заставляют его сжиматься. 
В рамках All-New, All-Different Marvel, Даррен Кросс позже подошел ко второму Торговцу Силой, чтобы продемонстрировать свое последнее приложение «Hench», наняв Вихря, чтобы убить Человека-муравья. Однако Кросс не хотел давать Торговцу Силы 1,2 миллиарда долларов, которые он требовал для инвестиций в приложение Hench. Это заставило Торговца Силы отменить демоверсию и отменить убийство Вихрем Человека-муравья.
Кросс позже представлял свою собственную компанию, когда он присутствовал на встрече в Universal Bank с Тиберием Стоуном из Alchemax, Уилсоном Фиском из Fisk Industries, Себастьяном Шоу из Shaw Industries, Зеке Стэйном из Stane International, Фрр’докса из Shi'ar Solutions Consolidated и Вильгельмина Кенсингтона из Kilgore Arms, где они обсудили планы Дарио Аггера и Roxxon Energy Corporation по использованию десяти королевств Асгарда. Кросс также видел приход Экстерминатрикса из Фонда Мидаса, который выбил Дарио и объявил себя новым членом их собрания.
Чтобы сразиться с Человеком-муравьём, Кросс вербовал Яйцеголового, чтобы работал на него в его компании. Яйцеголовый помог Кроссу контролировать свои способности Частицами Пима, создав для него броню Жёлтого жакета. Кросс, Яйцеголовый и Перекрёстный огонь атаковали во время судебного процесса над их злейшим врагом в месте Кэсси, но были привлечены Человек-муравей, Женщина-Халк (как защитник Скотта), мисс Существо, Гризли, Машинист-кузнец и Жало. Кросс был побежден Жалом, что привело к окончательному одобрению Пегги Рай жизни супергероя Скотта и оправданию Скотта в суде.
Во время «Открытия Сальва» (англ. Opening Salvo) О время Тайной империи, Жёлтый жакет появляется как армия злого Барона Земо.

## Силы и способности
Кардиостимулятор Даррена Кросса, созданный для его сердца, дал ему сверхчеловеческие способности, такие как слегка сверхчеловеческая сила и повышенное сенсорное восприятие (особенно глазное зрение); но побочный эффект — это выжигание каждого сердца, которое пересаживают в него. Получив сердце Кайсси Лэнг с Частицами Пима во время пересадки сердца, он приобрел способности изменять размер, пока не контролирует его. Было показано, что он может расти, когда сердится и сжимается, когда спокоен.
В своем костюме Жёлтого жакета он может использовать свои собственные Частицы Пима для создания костюма в качестве квантового оружия.

## Вне комиксов

### Фильмы
- Кори Столл изображает Даррена Кросса / Жёлтого шершня в качестве основного антагониста в фильме «Человек-муравей» в 2015 году[12][13]. Он бывший вундеркинд, который является протеже Хэнка Пима. Кросс становится генеральным директором компании, основанной Пимом, увольняя из неё создателя. Он одержим массовым изготовлением костюмов, основанных на оригинальной технологии Человека-муравья. Крос надевает костюмом Жёлтого шершня, несмотря на его несовершенную технологию сокращения, которая медленно сводит его с ума, поскольку это изменяет химию его мозга. Пытаясь продать костюм Жёлтого шершня фракции Гидры, Митчеллу Карсону и организации «Десять колец», Кросс столкнулся с Скоттом Лэнгом, в результате чего Кросс надел костюм Жёлтого шершня, чтобы остановить нового Человека-муравья. Когда Скотт и Хэнк полностью уничтожают работу Pym Technologies, Жёлтый шершень пытается отомстить, угрожая дочери Скотта Кэсси. Но Скотт останавливает его, проникнув в костюм Жёлтого шершня и разрушая внутренние конструкции, в результате чего Кросс неудержимо сжимается.

- В «Lego Marvel Super Heroes: Avengers Reassembled» появляется «Желтый шершень» из версии «Даррена Кросса»: в серии «Мстители снова в сборе», озвученный Трэвисом Уиллингемом. Нанятый Альтроном, он берет под контроль броню Железного человека. После того, как Вижен замечает Жёлтого шершня, Капитан Америка призывает Человека-муравья сразиться с Жёлтым шершень, где его выбивают из брони Железного человека и в соседнюю паутину на Геликарриере Щ.И.Т.а, который был найден Человеком-пауком и Железным пауком. Получив некоторую информацию от Жёлтого шершня, Человек-паук рассказывает Мстителям о планах Альтрона использовать специальные коды Башни Мстителей, чтобы получить контроль над Железным Легионом. В то время как Мстители отправляются на битву с Альтроном, Жёлтый шершень похищает агентов Щ.И.Т.

- Даррен Кросс в исполнении Кори Столла вновь поялвяется в фильме Человек-муравей и Оса: Квантомания в 2023 году. По сюжету оказывается, что он пережил схватку со Скоттом Лэнгом и попал в квантовое измерение, при этом его тело сильно деформировалось, и голова стала слишком большой по отношению к туловищу. Его находи Канг Завоеватель и делает ему кибернетический костюм. Кросс называет себя МОДОКом и служит Кангу. После нескольких схваток с попавшими в квантовое измерение Скоттом Лэнгом и его друзьями, Кросс в итоге под влиянием речей Кэсси Лэнг переходит на их сторону, но погибает.

### Видеоигры
- Жёлтый шершень появляется в качестве играбельного персонажа в Marvel: Future Fight.
- Жёлтый шершень появляется в качестве играбельного персонажа в Marvel: Contest of Champions.
- Жёлтый шершень появляется в качестве играбельного персонажа в Lego Marvel’s Avengers.
- Жёлтый шершень появляется в Marvel: Avengers Alliance 2.
- Жёлтый шершень появляется в Marvel Avengers Academy[14].